# Vanessa H. Rado
Vanessa Hablützel Rado (Basilea, Suiza; 26 de octubre de 1974), más conocida como Vanessa H. Rado, es una actriz y presentadora de televisión de origen suizo y nacionalidad española residente en la isla de Mallorca (España). Comenzó su trayectoria en la industria de la televisión en el año 2011 trabajando como actriz en la serie de ficción L’Anell, que se emitió en el canal de televisión autonómico IB3.

## Biografía
En 1997 obtuvo el Diploma en Comunicación, Dirección y RRPP de Empresa de la Universidad de Gerona y en 2011 inició su carrera en el mundo de la televisión formándose como presentadora en un Programa Superior de Presentadores en la escuela de Jesús Hermida de Madrid. Ese mismo año, participó como actriz en la serie Hospital Central, producida por Videomedia para la cadena española Telecinco. Vanessa H. Rado habla español, catalán, inglés, alemán y francés.
En el año 2014 participó como extra en la película Mejor otro día, que fue dirigida por Pascal Chaumeil y contó con un reparto formado por Pierce Brosnan, Toni Collette y Aaron Paul. A lo largo de su carrera como actriz y presentadora, Vanessa H. Rado también ha presentado el Proyecto Bitakora para el canal de televisión autonómico TV3 y ha trabajado como presentadora en 22 capítulos de Hotels, un programa de televisión sobre hoteles de Mallorca que se emitió a través de Canal 4. En la actualidad, combina su trabajo como actriz y presentadora con la publicación de reportajes en la revista Enki.